# Anita de St. Quentin
Anita Louise de St. Quentin, född Brown-White 13 november 1901 i Moffat, Skottland, var en fransk konståkerska som deltog i damernas konståkning vid olympiska vinterspelen 1928.